# Thomas Wheeler Williams
Thomas Wheeler Williams (* 28. September 1789 in Stonington, Connecticut; † 31. Dezember 1874 in New London, Connecticut) war ein US-amerikanischer Politiker. Zwischen 1839 und 1843 vertrat er den dritten Wahlbezirk des Bundesstaates Connecticut im US-Repräsentantenhaus.

## Werdegang
Thomas Williams besuchte die öffentlichen Schulen seiner Heimat und arbeitete dann für einige Zeit als Angestellter in New York City. Danach war er für etwa acht Jahre in geschäftlichem Auftrag in Norwegen, Schweden und Russland unterwegs. Dabei war er im Warenversand tätig. Im Jahr 1818 ließ er sich in New London nieder, wo er sich am Walfanggeschäft beteiligte.
Williams wurde Mitglied der Whig Party. Bei den Kongresswahlen des Jahres 1838 wurde er im dritten Distrikt von Connecticut in das US-Repräsentantenhaus in Washington, D.C. gewählt, wo er am 4. März 1839 die Nachfolge des Demokraten Thomas T. Whittlesey antrat. Nach einer Wiederwahl im Jahr 1840 konnte Williams bis zum 3. März 1843 zwei Legislaturperioden im Kongress absolvieren. Dort war er Vorsitzender des Committee on Mileage. Während seiner Zeit im Kongress wurde dort über eine mögliche Annexion der seit 1836 von Mexiko unabhängigen Republik Texas diskutiert. Diese Debatte endete später mit dem Ausbruch des Mexikanisch-Amerikanischen Krieges.
Nach dem Ende seiner Zeit im US-Repräsentantenhaus war Williams zwischen 1846 und 1847 Abgeordneter im Repräsentantenhaus von Connecticut. Im Jahr 1847 wurde er für viele Jahre Präsident einer Eisenbahngesellschaft. Thomas Williams starb am 31. Dezember 1874 in New London.